# Hepatitis B
La hepatitis B es una enfermedad infecciosa del hígado causada por el virus de la hepatitis B, perteneciente a la familia Hepadnaviridae (virus ADN hepatotrópico) y caracterizada por necrosis hepatocelular e inflamación. Puede causar un proceso agudo o un proceso crónico, que puede acabar en cirrosis (pérdida de la "arquitectura" hepática por cicatrización y surgimiento de nódulos de regeneración) del hígado, cáncer de hígado, insuficiencia hepática, fatiga, fiebre, ictericia e incluso la muerte.
El tratamiento de la hepatitis está íntimamente relacionado con el tratamiento de la infección por el VIH, pues las dos enfermedades requieren un amplio conocimiento de la inmunología, la virología, la genética y el conocimiento de las actuales normas terapéuticas, que suelen cambiar rápidamente con las actualizaciones modernas.
De todos los tipos de hepatitis que existen, la Hepatitis B es la más peligrosa de todas seguida de la Hepatitis C.

## Historia
El primer registro de una epidemia causada por el virus de la hepatitis B fue realizado por Lurman en 1885. Como consecuencia de un brote de viruela en 1883 se vacunaron a 1289 astilleros utilizando linfa de otros individuos. Tras varias semanas, y hasta ocho meses más tarde, 191 trabajadores vacunados enfermaron con una forma de ictericia que fue diagnosticada como hepatitis sérica. Otros empleados que fueron inoculados con lotes diferentes de linfa humana permanecieron sanos. La publicación de Lurman se considera un ejemplo clásico de estudio epidemiológico, concluyendo que la linfa contaminada fue la fuente de la epidemia. Más tarde, muchos casos similares se reportaban después de la introducción en 1909 de agujas hipodérmicas que han sido utilizados y reutilizados en varias oportunidades para la administración de salvarsán para el tratamiento de la sífilis. Aunque se había sospechado de la existencia de un virus desde el trabajo de MacCallum en 1947, Dane y sus colegas descubrieron en 1970 las partículas virales bajo un microscopio electrónico. A principios de 1980, el genoma del virus fue secuenciado y las primeras vacunas fueron experimentadas.
El virus fue descubierto finalmente en 1963, cuando Baruch Blumberg, un genetista en los Institutos Nacionales de Salud en los Estados Unidos, puso de manifiesto una inusual reacción entre el suero de individuos politransfundidos y el de un aborigen australiano. Pensó que había descubierto una nueva lipoproteína en la población indígena que llamó antígeno Australia, más tarde conocido como el antígeno de superficie de la hepatitis B (HBsAg).
En 1967, después de varios estudios, se publicó un artículo que muestra la relación entre este antígeno y la hepatitis. Blumberg recibió en 1976 el premio Nobel de Medicina por el descubrimiento de este antígeno y el diseño de la única generación de vacunas contra la hepatitis.

## Epidemiología

Distribución geográfica de la prevalencia de la hepatitis B en 2005:
Alta: prevalencia superior a 8%
Intermedio: entre 2 y 7%
Baja: inferior a 2%.

La hepatitis B se propaga por medio del contacto con la saliva, la sangre, el semen, u otro líquido corporal de una persona infectada (por supuesto la saliva debe estar en contacto con sangre previa como heridas bucales o caries). El principal modo de transmisión refleja la prevalencia de la hepatitis B crónica en una zona determinada. Así, en las regiones de baja prevalencia, como los Estados Unidos y Europa Occidental, donde menos del 2 % de la población está crónicamente infectada, el uso indebido de drogas por inyección y las relaciones sexuales sin protección son las principales vías de transmisión, aunque otros factores pueden ser importantes. En las zonas de prevalencia moderada, incluida Europa del Este, Rusia y Japón, donde el 2 y el 7 % de la población está crónicamente infectada, la enfermedad es frecuente entre gran parte de los niños. En las zonas de alta prevalencia en regiones como China y el Sudeste de Asia, la transmisión durante el parto es más común, aunque en otras zonas de alta endemicidad como el África, la transmisión durante la infancia es un factor importante. La prevalencia de la infección crónica por hepatitis B en las zonas de alta endemicidad es de al menos 8 %.
Los distintos niveles de seroprevalencia del VHB se explican por el nivel socioeconómico de una región y la vacunación: permite una baja prevalencia, por ejemplo, en la isla de la Reunión, departamento francés en el Índico, donde solo el 0,7 % de la población se ve afectada, o bien una elevada prevalencia, como en África, donde a menudo supera el 15 %. Por ejemplo, en Madagascar, la prevalencia es del 16 %, debido a las frecuentes transmisiones de madre-hijo y el escaso uso de preservativos, que promueve la transmisión sexual. La hepatitis B es también altamente endémica en China y el sudeste asiático, partes de Oriente Medio, la cuenca del Amazonas, islas del pacífico y algunas islas del Caribe.
Desde la ampliación de la vacunación, la prevalencia de la hepatitis B se encuentra en fuerte descenso en aquellos países con una política de vacunación en curso.

### Factores de riesgo
La hepatitis B es causa importante de hepatitis crónica y carcinoma hepatocelular en el mundo, con un periodo de incubación de 4-26 semanas, con una media de 6 a 8 semanas. Se puede contraer hepatitis B por medio de:
- Tener relaciones sexuales con una persona infectada sin usar preservativo.
- Compartir agujas con personas infectadas.
- Hacerse un tatuaje o una perforación en alguna parte del cuerpo con instrumentos sucios que se usaron con otras personas.
- Pincharse con una aguja contaminada con sangre infectada (el personal sanitario puede contraer la hepatitis B de esta forma).
- Compartir el cepillo de dientes o la máquina de afeitar con una persona infectada.
- Viajar a países donde la hepatitis B es común (es posible que viajar a zonas endémicas sea un factor de riesgo importante, pero este simple hecho de forma aislada no determina que la persona se contagie, si tiene los cuidados adecuados).
- También, una mujer infectada puede transmitirle la hepatitis B a su bebé en el momento en que este nace o por medio de la leche materna.
- Transmisión por contacto: se presenta frecuentemente en niños en zonas endémicas, generalmente ocurre en el entorno domiciliario por contacto directo entre una madre portadora y su niño o entre niños compañeros de juego, pero también puede ocurrir en guarderías infantiles y en salas de hospitalización que alberga pacientes con patologías crónicas graves (enfermedades que ocasionan retraso en las funciones mentales e incontinencia de esfínteres y neoplasias en niños).
- Violación de la continuidad de la piel con herramientas contaminadas, como tatuajes, tratamientos cosméticos, peluquería y odontología.
- Transfusión de sangre y otros productos sanguíneos.
- También en casos muy raros se puede trasmitir por el chinche de las camas.

## Prevención

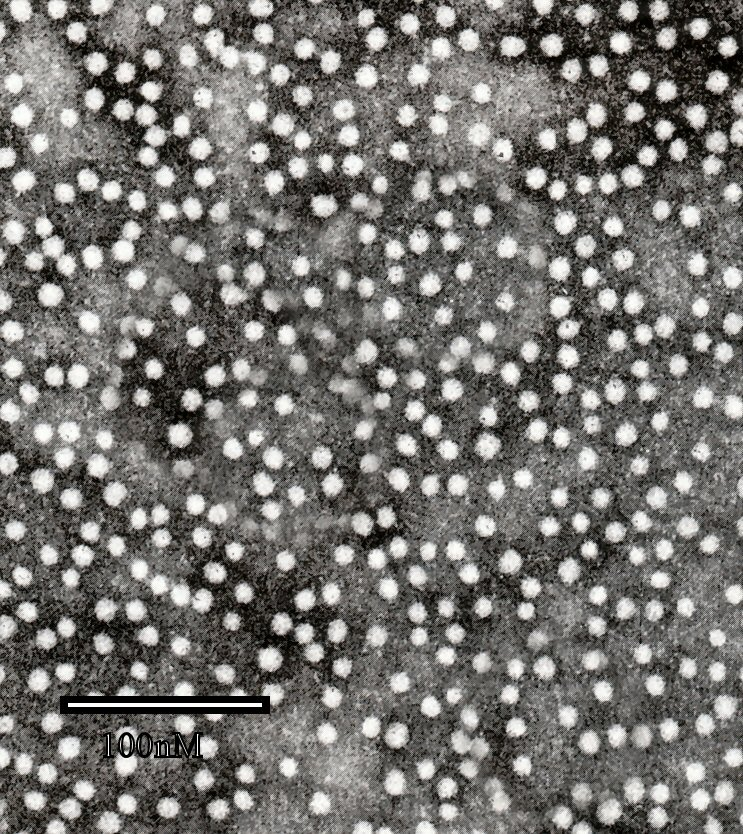
Antígeno de superficie del virus de la hepatitis B. Micrografía electrónica de transmisión

La hepatitis B es una infección del hígado causada por un virus (llamado virus de la hepatitis B o VHB). Es grave y no tiene cura, pero lo bueno es que es fácil de prevenir. Usted puede protegerse aplicándose la vacuna contra la hepatitis B y teniendo sexo seguro. Si usted tiene sexo oral, anal y vaginal, use condones o barreras de látex bucales para prevenir la transmisión de la hepatitis B y otras enfermedades de transmisión sexual (ETS).
La hepatitis B aguda se convierte en crónica en aproximadamente el 5-10 % de los pacientes en general. Sin embargo, cuanto menor es la edad cuando se produce la infección aguda, mayor será el riesgo de desarrollar una infección crónica:
·        Para los lactantes: 90 %
·        Para niños de 1 a 5 años: 25 a 50 %
·        Adultos: alrededor del 5 %
Los CDC estiman que entre 850 000 y 2,2 millones de personas en los Estados Unidos y alrededor de 240 millones de personas en todo el mundo tienen infección crónica por hepatitis B.

## Etiología

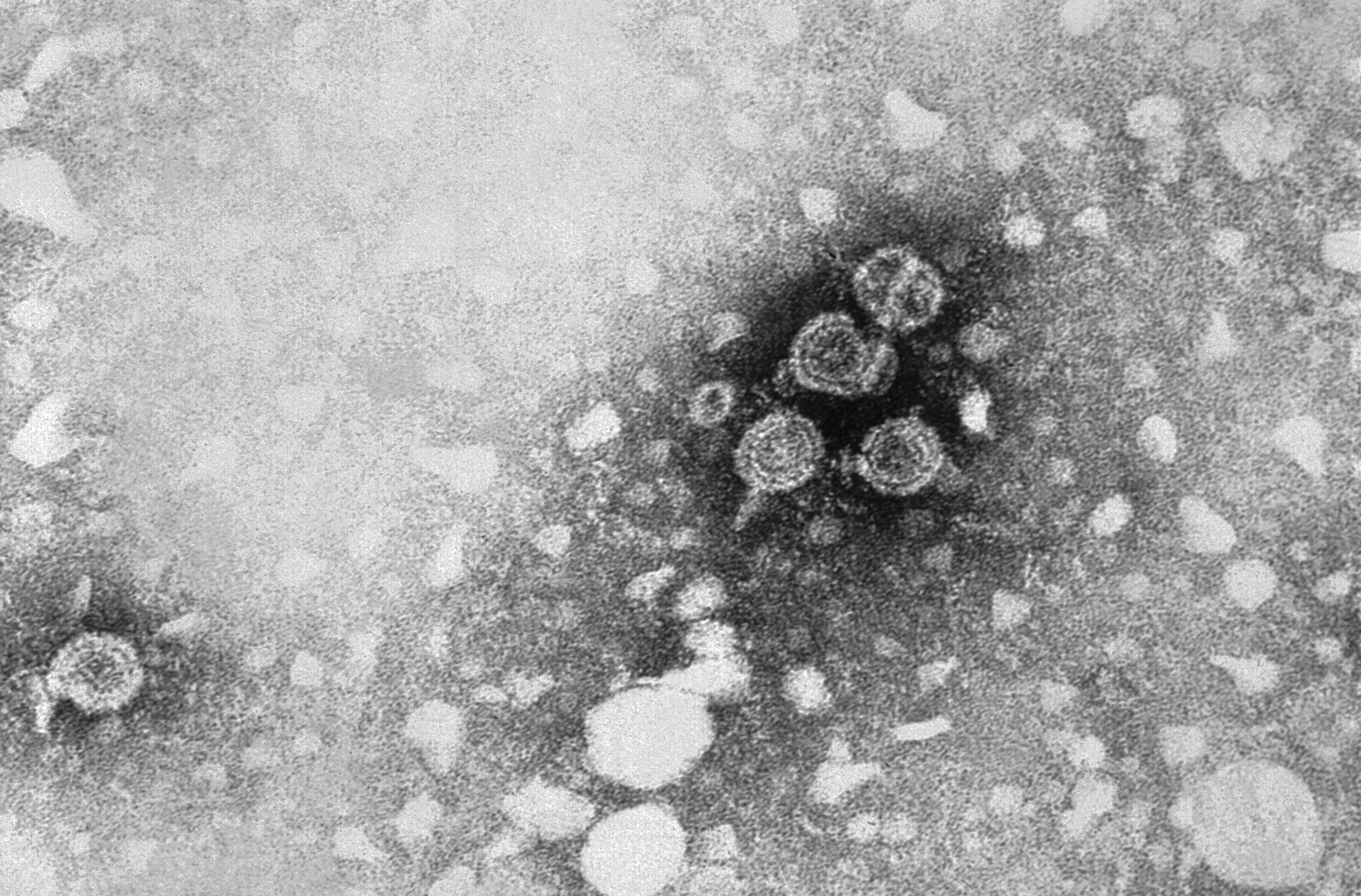
Micrografía electrónica mostrando viriones de hepatitis B.

La hepatitis B es causada por un virus del género Orthohepadnavirus perteneciente a la familia Hepadnaviridae conocido con el nombre de virus de la hepatitis B (VHB o HBV, por sus siglas en inglés). El virus tiene aproximadamente 42 nm de diámetro con un ADN que es parcialmente de doble cadena de unos 3200 pb de largo encapsulado por una cápside, el cual está a su vez cubierta por una envoltura viral rodeado por lípidos y proteínas incrustadas en su superficie. La proteína viral de superficie (HBsAg) tiene tres formas principales, L-, M- y S-.
El virus de la hepatitis B consta de ocho genotipos (A-H), los cuales se distribuyen de forma desigual geográficamente.

## Mecanismos

### Patogénesis

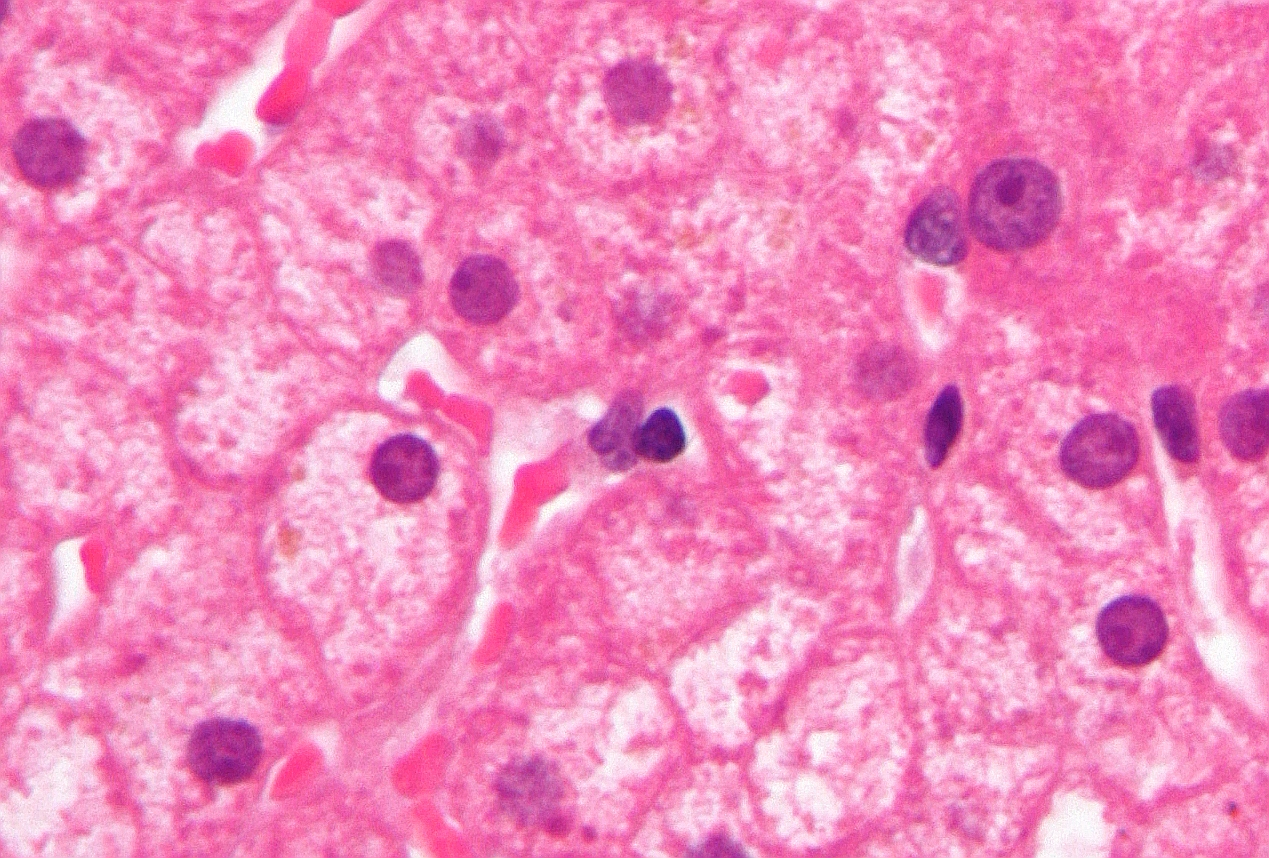
Hepatocitos en vidrio esmerilado, tal como se ven en una biopsia hepática por hepatitis crónica B.

El virus de la hepatitis B interfiere fundamentalmente con las funciones del hígado, al replicarse en las células hepáticas, los hepatocitos. El receptor responsable del reconocimiento del virus en dichas células no se ha identificado aún, aunque hay evidencias de que el receptor en el virus de la hepatitis B del pato (estrechamente relacionado al virus humano) es la carboxipeptidasa D. Los viriones de VHB (las partículas de Dane) se unen a la célula huésped mediante el dominio preS del antígeno de superficie viral, y son internalizados mediante endocitosis. Los receptores de PreS se expresan sobre todo en hepatocitos, pero también se han detectado ADN y proteínas virales en sitios extrahepáticos, lo que sugiere que tal vez también existan receptores para el VHB en células no hepáticas.
Durante la infección con el VHB, la respuesta inmune del huésped es la responsable tanto de la eliminación del virus como del daño hepático. Aunque la respuesta innata no juega un papel significativo en estos procesos, la respuesta adaptativa, sobre todo los linfocitos T citotóxicos (CTLs) específicos contra el virus, contribuye a la mayor parte del daño hepático y a la eliminación de la infección por VHB. Los CTLs eliminan la infección por VHB mediante la destrucción de las células infectadas y la producción de citokinas antivirales, que se utilizan para purgar VHB de los hepatocitos aún viables. Aunque el daño hepático es iniciado y mediado por los CTLs, células inflamatorias no específicas para el antígeno pueden empeorar la inmunopatología inducida por los CTLs, y las plaquetas activadas en el sitio de la infección pueden facilitar la acumulación de CTLs en el hígado.

### Transmisión
La transmisión del virus de la hepatitis B resulta de la exposición de la sangre infectada o fluidos corporales que contengan sangre. Las formas posibles de transmisión incluyen contacto sexual, transfusión sanguínea, reutilización de agujas y jeringuillas, y transmisión vertical de madre a hijo durante el parto. Sin ninguna intervención, una madre positiva para HBsAg confiere un riesgo del 20 % de pasar la infección a su descendencia durante el momento del nacimiento. Este riesgo llega a ser tan alto como el 90% si la madre es también positiva para HBeAg. El VHB puede transmitirse entre miembros de una familia que comparten el mismo hogar, posiblemente por contacto de secreciones o saliva que contengan el virus con pequeñas heridas en la piel. Sin embargo, al menos el 30 % de los casos conocidos de hepatitis B en adultos no puede asociarse con un factor de riesgo identificable.

## Cuadro clínico
En la infección, el virus VHB está presente en títulos altos en la sangre y el hígado. La replicación tiene lugar principalmente en las células hepáticas (probablemente en menor medida también en los linfocitos), por lo tanto, la condición puede cursar con diversas formas de hepatitis. La infección asintomática, con recuperación total y la adquisición de resistencia, en un 80 % de los casos.
O bien una infección débilmente expresada que se inicia con un síndrome catarral con la plena recuperación. La hepatitis aguda, a menudo con ictericia en un pequeño porcentaje de los casos. Toma alrededor de 1-6 meses desde el momento de la infección hasta que aparecen los síntomas de una hepatitis aguda. Los síntomas más frecuentes incluyen:
- Fatiga.
- Náuseas.
- Fiebre baja.
- Pérdida del apetito.
- Dolor muscular y de estómago.
- Diarrea.
- Dolor de cabeza.

Posteriormente, la mayoría de los pacientes desarrollan los siguientes signos.
- Coluria u oscurecimiento de la orina.
- Acolia o deposiciones de color claro.
- Ictericia o color amarillento de los ojos y la piel.

En un 0,1 % de los casos aparece una hepatitis fulminante con alta mortalidad. También se puede expresar una hepatitis crónica en un 7 % de los afectados. La infección puede cursar con una alta replicación sin seroconversión (HBe +) o una infección con baja replicación viral que se demuestra con la aparición de anticuerpos Ant-HBe (HBe -). 
Hoy en día se emplean métodos indirectos de diagnóstico molecular para la detección del virus de la Hepatitis B (VHB). Uno de estos famosos métodos sería la detección del antígeno de superficie del virus de la hepatitis B (HBsAg) mediante la técnica ELISA (Enzyme - Linked ImmunoSorbent Assay). 
El HBsAg generalmente aparece 6 semanas después de la exposición al VHB y persiste durante 4 -14 semanas. Está presente durante el periodo de incubación, antes de la aparición de la enfermedad clínica y puede ser detectado en sangre de 2 a 8 semanas antes de la aparición de ictericia o de evidencias bioquímicas de disfunción hepática. Así, el HBsAg es un primer indicador de infección por el VHB. La hepatitis B crónica se define como la presencia del HBsAg en sangre durante más de 6 meses. La detección del HBsAg es importante para el diagnóstico de las hepatitis agudas y crónicas.
En la mayoría de los pacientes con hepatitis B crónica, las consecuencias finales son la cirrosis hepática y sus complicaciones: ascitis, encefalopatía hepática, insuficiencia hepática, hipertensión portal, sangrado de varices esofágicas, cáncer primario de hígado y, en última instancia, conduce a la muerte.
1. La infección por hepatitis B aguda no suele requerir tratamiento, porque la mayoría de los adultos eliminan la infección espontáneamente.[13]
2. Hepatitis Crónica (en un 10 % de los casos se cura).

Para la primera no hay tratamiento específico más allá del puramente sintomático en cuanto a dieta y reposo. Los principios del tratamiento antiviral solo suele ser requerido en menos del 1 % de los pacientes, cuya infección tiene un curso muy agresivo o «hepatitis fulminante» o que son inmunodeprimidos.
Por otro lado, el tratamiento de la infección crónica puede ser necesario para detener la replicación del virus y reducir al mínimo el riesgo de cirrosis y cáncer de hígado. Las personas infectadas crónicamente con niveles persistentemente elevados de alanina aminotransferasa sérica, un marcador de daño al hígado, y los niveles elevados de ADN del VHB les califican como candidatos para El tratamiento de la hepatitis B crónica puede consistir en:
- Es muy importante no realizar esfuerzos físicos mayores como levantar pesas, correr, caminar durante mucho tiempo o verse afectado por situaciones de estrés.
- Es imprescindible reducir a cero el consumo de bebidas alcohólicas, si existe imposibilidad de dejar de beber debe consultarse con un profesional médico o grupo de ayuda para dejar de beber.
- Una dieta basada en alimentos que no contengan grasas animales, sin carnes rojas, sin alimentos fritos y condimentados, preferiblemente no consumir ningún tipo de carnes ni granos como el maíz y caraotas que suelen provocar digestiones pesadas. Suele recomendarse comer poco y, sobre todo, frutas, alimentos ricos en glucosa, se ha comprobado que el dulce de tamarindo (nunca en ayuna, podría conllevar a una gastritis) y alcachofas al vapor suele ser beneficioso.
- Actualmente, existen siete medicamentos autorizados para el tratamiento de la infección por hepatitis B en los Estados Unidos. Estos incluyen medicamentos antivirales lamivudina, adefovir, tenofovir, telbivudine y entecavir y los dos moduladores del sistema inmunitario interferón alfa-2a y el interferón pegilado alfa-2a.[15]
  - El interferón se aplica mediante inyección diaria o tres veces por semana. A la mayoría de los pacientes se le da tratamiento durante cuatro meses. El interferón pegilado se inyecta solo una vez por semana.[16]
  - La lamivudina, se toma oralmente una vez por día. Generalmente el tratamiento dura un año ya que aparecen cepas resistentes. También tiene actividad frente al VIH. En pacientes coinfectados con VIH se recomienda utilizarlo en el seno del tratamiento para el VIH, ya que si no puede seleccionar cepas del VIH resistentes (mutación M184V).
  - El adefovir dipivoxil, se toma oralmente una vez por día. Generalmente el tratamiento dura un año.
  - Tenofovir, se toma oralmente una vez al día. Su principal problema son los posibles efectos tóxicos a nivel renal y óseo, aunque éstos son poco frecuentes. Tiene muy buena efectividad a largo plazo. Tiene también actividad frente al VIH. En pacientes coinfectados con VIH se recomienda utilizarlo en el seno del tratamiento para el VIH, ya que si no puede seleccionar cepas del VIH resistentes (mutación K65R).
  - Entecavir, se toma oralmente una vez al día. No presenta efectos adversos relevantes y tiene una muy buena efectividad a largo plazo. Su principal problema es su precio más alto que tenofovir, pero ha demostrado ser coste-efectivo. En pacientes con VIH no se recomienda utilizarlo en ausencia de tratamiento contra el VIH por posible selección de resistencias al 3TC/FTC (mutación M184V).
- Cirugía. La hepatitis B puede acabar dañando el hígado de forma irreversible, de forma que la única solución sería un trasplante.

Los lactantes nacidos de madres que se sabe que tienen hepatitis B pueden ser tratados con anticuerpos en contra del virus de la hepatitis B, la inmunoglobulina de hepatitis B o IgHB. Cuando se administra la vacuna con el plazo de doce horas de nacimiento, el riesgo de contraer la hepatitis B se reduce un 95 %. Este tratamiento permite que una madre pueda amamantar a su hijo con seguridad.

## Prevención
La vacuna consta de uno o varios antígenos, en forma de microorganismos vivos atenuados o inertes, o solo los antígenos, que provocan una reacción inmune en el organismo receptor, pero sin provocar enfermedad. De esta forma, el organismo "memoriza" el antígeno, y si en adelante se da alguna infección, puede reaccionar rápida y eficazmente en contra de ella.
La vacuna de la hepatitis B se aplica en tres inyecciones. Todos los bebés deben recibirla. Los lactantes reciben la primera inyección a las 12 horas de haber nacido. La segunda inyección se les aplica entre 1 y 2 meses de edad, y la tercera entre los 6 y los 18 meses de edad.
La vacuna también se puede aplicar a niños mayores y a adultos. Se les aplican tres inyecciones en el plazo de seis meses. Los niños que no se han vacunado deben hacerlo. Generalmente con tres dosis de vacunas se obtienen títulos de anticuerpos protectores suficientes para estar inmunes a la infección. Pero en algunos casos no ocurre, por ello se aconseja en algunas personas dosificar los Anticuerpos Anti Antígeno de superficie un mes o más luego de haber terminado el esquema de tres dosis de vacuna. Si el título no es suficiente se agrega un refuerzo de vacuna.
Es necesario que se apliquen todas las inyecciones para quedar protegido. Si se viaja a países de riesgo, es necesario asegurarse de recibir todas las inyecciones antes de viajar.
Los medios importantes de prevención de contagio interpersonal de la hepatitis B son:
- Usar preservativo durante las relaciones sexuales.
- No compartir con nadie agujas para inyectarse drogas ni canutos para inhalarlas.
- Usar guantes si tiene que tocar la sangre de otra persona.
- No usar el cepillo de dientes, cortaúñas, o la máquina de afeitar de una persona infectada o cualquier otra cosa que pudiera tener su sangre.
- Asegurarse de que cualquier tatuaje o perforación en una parte del cuerpo se haga con instrumentos limpios, así como los instrumentos de podología, odontología y otros que necesitan esterilización específica en autoclave.